# Aechmea esseri
Espèce
Classification phylogénétique
Aechmea esseri est une espèce de plantes de la famille des Bromeliaceae, endémique du Paraguay.

## Distribution
L'espèce est endémique du Paraguay.

## Description
L'espèce est épiphyte.